# 갈람 케날라흐
갈람 케날라흐(Galam Cennalath: ? ~ 580년)는 550년에서 555년 사이 픽트인의 왕이다.
《픽트 편년사》에서는 드레스트가 2년 또는 4년 재위했으며 1년은 브리데 1세와 공동왕위에 있었다고 한다. 일부 문헌에서는 그의 치세를 가르트나트 1세와 드레스트 5세 사이에 비정하기도 하는데 이는 필경사의 실수로 보인다. 또는 갈람이 한 번 폐위되어 두 차례에 걸쳐 즉위했을 수도 있다.
《울라 연대기》와 《티게르나크의 연대기》에 "픽트인의 왕 케날라흐"가 580년에 죽었다는 기록이 있다.

## 참고 자료
- Anderson, Alan Orr, Early Sources of Scottish History A.D 500–1286, volume 1. Reprinted with corrections. Paul Watkins, Stamford, 1990. ISBN 1-871615-03-8
- CELT: Corpus of Electronic Texts at University College Cork includes the Annals of Ulster, Tigernach, the Four Masters and Innisfallen, the Chronicon Scotorum, the Lebor Bretnach (which includes the Duan Albanach), Genealogies, and various Saints' Lives. Most are translated into English, or translations are in progress.
- Pictish Chronicle